# 背絲絲鰭鱈
背絲絲鰭鱈，為輻鰭魚綱鱈形目稚鱈科的其中一種，分布於西太平洋琉球海溝及新喀里多尼亞外海海域，深度336-710公尺，為深海底棲性魚類，體長可達29公分，棲息在底層水域，生活習性不明。

## 扩展阅读
維基物種上的相關：背絲絲鰭鱈